# Bad Oeynhausen
Bad Oeynhausen (phát âm tiếng Đức: [ˈbaːt ˈøːnhaʊzən]) là một thị xã ở huyện Minden-Lübbecke, bang Nordrhein-Westfalen, Đức.
Bad Oeynhausen nằm bên hai bờ sông Weser.
Các đơn vị giáp ranh:
| - Hille - Hüllhorst - Löhne | - Minden - Porta Westfalica - Vlotho |

## Các khu vực dân cư
Bay Oeynhausen bao gồm 8 khu dân cư:
| - Bad Oeynhausen - Dehme - Eidinghausen - Lohe | - Rehme - Volmerdingsen - Werste - Wulferdingsen |

## Đô thị kết nghĩa
- Fismes (Grand Est, Pháp) (originally a twin town to Eidinghausen)
- Wear Valley (Anh)
- Inowrocław (Ba Lan)